# Liste des voies de Bourg-en-Bresse
 (mars 2022).
Si vous disposez d'ouvrages ou d'articles de référence ou si vous connaissez des sites web de qualité traitant du thème abordé ici, merci de compléter l'article en donnant les références utiles à sa vérifiabilité et en les liant à la section « Notes et références ».
La liste des voies de Bourg-en-Bresse recense les voies de communication de la commune de Bourg-en-Bresse, dans le département de l'Ain.

## 1 à 9
- Rue du 14 Juillet 1789
- Rue du 19 Mars 1962
- Allée 1er Et 5e R T M
- Allée du 1er Mai
- Rue des 2 Saules
- Rue du 23e R I
- Rue du 4 Septembre
- Boulevard du 8 Mai 1945

- Haut – A
- B
- C
- D
- E
- F
- G
- H
- I
- J
- K
- L
- M
- N
- O
- P
- Q
- R
- S
- T
- U
- V
- W
- X
- Y
- Z

## A
- Abbé Cottard Josserand (Rue)
- Abbé Gorini (Rue)
- Abbé Grégoire (Rue)
- Abbé Gringoz (Rue)
- Abbé Pierre (Rue)
- Acacias (Rue des)
- Aéroplanes (Allée des)
- Aéroplanes (Rue des)
- Aimé Cotton (Rue)
- Alagnier (Chemin de l')
- Alagnier (Rue de l')
- Alain Lesage (Rue)
- Albert 1er (Rue)
- Albert Camus (Rue)
- Alexandre Dumas (Place)
- Alexandre Dumas (Rue)
- Alfred Bertholet (Rue)
- Alfred Blanchet (Rue)
- Alfred Chanut (Impasse)
- Alfred Chanut (Rue)
- Alfred de Musset (Place)
- Alfred de Vigny (Rue)
- Allaigne (Côte de l')
- Alphonse Baudin (Avenue)
- Alphonse Dupont (Place)
- Alphonse Dupont (Rue)
- Alphonse Mas (Rue)
- Alphonse Muscat (Avenue)
- Alsace-Lorraine (Avenue)
- Ambroise Thomas (Rue)
- Amédée Fornet (Rue)
- Amédée Mercier (Avenue)
- Ampère (Rue)
- Anciens Combattants (Avenue des)
- André Charles Boulle (Rue)
- Andre Chenier (Impasse)
- André Levrier (Boulevard)
- André Malraux (Cour)
- Andre Utter (Rue)
- Antoine Belaysoud (Rue)
- Antoine Lorin (Rue)
- Antoine Ritti (Rue)
- Antoine de Saint-Exupéry (Rue)
- Antony Viot (Rue)
- Arbelles (Impasse des)
- Arbelles (Rue des)
- Archimède (Rue)
- Aristide Briand (Rue)
- Arsène d'Arsonval (Avenue)
- Arthur Durafour (Rue)
- Astragale (Rue, de l')
- Aubépin (Rue de l')
- Auguste Perrodin (Impasse)
- Auguste Perrodin (Rue)
- Auguste Renoir (Rue)
- Aulnes (Rue des)
- Auvergne (Rue d')
- Aviateurs (Allée des)

- Haut – A
- B
- C
- D
- E
- F
- G
- H
- I
- J
- K
- L
- M
- N
- O
- P
- Q
- R
- S
- T
- U
- V
- W
- X
- Y
- Z

## B
- Bad Kreuznach (Avenue de)
- Bara (Impasse)
- Bara (Rue)
- Barthélemy Thimonnier (Rue)
- Basilique (Place de la)
- Basilique (Rue de la)
- Bastion (Montée du)
- Bastion (Promenade du)
- Baucent (Rue)
- Baudières (Rue des)
- Beau Site
- Beau Site (Rue)
- Beaugency (Allée de)
- Beaumarchais (Rue)
- Bel Air
- Bel Air (Place)
- Belges (Avenue des)
- Belouses
- Bernard (Place)
- Bernard (Rue)
- Berry (Rue du)
- Bibliothèque (Rue de la)
- Bichat (Rue)
- Bièvre (Allée)
- Bièvre (Rue)
- Bizet (Rue)
- Blanchisseries (Rue des)
- Boileau (Rue)
- Bolets (Allée des)
- Bolets (Rue des)
- Bons Enfants (Place des)
- Bons Enfants (Rue des)
- Bossuet (Rue)
- Boulanger (Rue)
- Bourbonnais (Rue, du)
- Bourdaines (Allée, des)
- Bourgmayer (Rue)
- Bourgneuf (Allée)
- Bourgogne (Rue de)
- Boutons d'Or (Chemin des)
- Bouvant (Champ)
- Bouvant Nord
- Bouvant Sud
- Bouvard (Rue)
- Bouvent (Bois de)
- Bouvent (Rue de)
- Bouvreuils (Allée des)
- Branly (Rue)
- Brichemer (Rue)
- Brillat-Savarin (Rue)
- Brotteaux (Allée des)
- Brou
- Brou (Boulevard de)
- Bruyère (Rue la)
- Buffon (Rue)
- Butte (Rue de la)

- Haut – A
- B
- C
- D
- E
- F
- G
- H
- I
- J
- K
- L
- M
- N
- O
- P
- Q
- R
- S
- T
- U
- V
- W
- X
- Y
- Z

## C
- Canal (Rue du)
- Capitaine Dhonne (Avenue)
- Carriat (Place)
- Carronnieres (Chemin des)
- Cartellets (Rue des)
- Carthage (Rue de)
- Casernes (Rue des)
- Cedraie (Allée de la)
- Cèdres (Rue des)
- Centre Nautique (Allée du)
- Cerisiers (Rue des)
- César (Rue)
- Chagne (Chemin de la)
- Challes (Allée de)
- Challes d'En Haut
- Chambière (Rue de la)
- Champ de Foire (Avenue du)
- Champagne (Rue, de)
- Chantecler (Allée)
- Chantemerle (Rue)
- Chanterelles (Rue des)
- Chardonnerets (Rue des)
- Charles Antonin (Rue)
- Charles Démia (Rue)
- Charles Guillon (Rue)
- Charles Jarrin (Rue)
- Charles Péguy (Rue)
- Charles Robin (Rue)
- Charles Tardy (Rue)
- Charles de Gaulle (Boulevard)
- Charmes (Rue des)
- Charmettes (Allée des)
- Charmettes (Rue des)
- Chartreuse (Rue de la)
- Château de Challes (Allée du)
- Chateaubriand (Rue de)
- Chavassonnes
- Chênes (Rue des)
- Chenil (Impasse le)
- Chèvrefeuille (Impasse du)
- Chevreuils (Allée des)
- Chintreuil (Rue)
- Chrysanthèmes (Rue des)
- Citadelle (Rue de la)
- Cités du Peloux (Allée des)
- Clair Matin (Rue du)
- Claude Bernard (Rue)
- Clavagry (Rue)
- Clément Ader (Rue)
- Clos Terrasson (Allée du)
- Clovis Blanc (Allée)
- Colonel Gastaldo (Rue du)
- Commandant Cousteau (Rue)
- Communaux
- Commune (Place, de la)
- Compagnons (Rue des)
- Comte de Montrevel (Rue)
- Comte de la Teyssonnière (Impasse)
- Comte de la Teyssonnière (Rue du)
- Condorcet (Rue)
- Conférence de Rio (Mail, de la)
- Coquelicots (Allée, des)
- Cordeliers (Passage des)
- Cordier (Rue du)
- Corneille (Rue)
- Coucous (Allée des)
- Crêts (Rue des)
- Crêve Coeur (Rue)
- Croix Blanche (Rue de la)
- Crouy (Rue de)
- Cuegres (Chemin de)
- Cuiron (Impasse de)
- Cuiron (Rue de)
- Curtafray (Chemin de)
- Curtafray (Moulin de)
- Cyclamens (Place)

- Haut – A
- B
- C
- D
- E
- F
- G
- H
- I
- J
- K
- L
- M
- N
- O
- P
- Q
- R
- S
- T
- U
- V
- W
- X
- Y
- Z

## D
- Daguerre (Rue)
- Dallemagne (Rue)
- Dame Fière (Allée)
- Dames (Carrefour des)
- Danton (Rue)
- Defriche
- Demoiselles (Allée des)
- Denis Papin (Rue)
- Des Granges Bardes (Rue)
- Descartes (Rue)
- Dévorah (Allée du)
- Dévorah (Chemin du)
- Dîmes (Rue des)
- Docteur Bouveret (Rue du)
- Docteur Duby (Rue du)
- Docteur Ebrard (Rue du)
- Docteur Hudellet (Rue du)
- Docteur Nodet (Rue du)
- Docteur Roux (Rue)
- Docteur Schweitzer (Allée du)
- Docteur Temporal (Rue du)
- Docteur Touillon (Place du)
- Docteur Touillon (Rue du)

- Haut – A
- B
- C
- D
- E
- F
- G
- H
- I
- J
- K
- L
- M
- N
- O
- P
- Q
- R
- S
- T
- U
- V
- W
- X
- Y
- Z

## E
- Ébaudis (Place, des)
- École (Rue de l')
- École Normale (Rue de l')
- École du Peloux (Passage de l')
- Écureuils (Rue des)
- Edgar Quinet (Place)
- Edgar Quinet (Rue)
- Edith Piaf (Rue)
- Édouard Herriot (Boulevard)
- Édouard Manet (Allée)
- Edouard Manet (Rue)
- Égalité (Avenue de l')
- Églantines (Rue des)
- Elisa Blondel (Place)
- Eme (Rue)
- Émile Bonnet (Rue)
- Émile Huchet (Boulevard)
- Émilien Cabuchet (Rue)
- Érables (Rue des)
- Ernest Chaudouet (Rue)
- Espagne (Rue d')
- Espineux (Allée)
- Essart (Rue, de l')
- Est (Impasse de l')
- Est (Rue de l')
- Eternaz (Chemin de l')
- Étoile (Rue de l')
- Eugène Dubois (Rue)

- Haut – A
- B
- C
- D
- E
- F
- G
- H
- I
- J
- K
- L
- M
- N
- O
- P
- Q
- R
- S
- T
- U
- V
- W
- X
- Y
- Z

## F
- Fauvettes (Rue des)
- Fayet (Enceinte)
- Félicien Proust (Allée)
- Félicien Proust (Rue)
- Fénelon (Place)
- Fenille (Impasse de)
- Fenille (Rue de)
- Fontanettes (Rue des)
- Foret (Domaine de la)
- Foret de la Dame
- Fougères (Rue des)
- Four A Chaux
- Four Bâgé (Impasse du)
- Four à Chaux (Allée du)
- Franche-Comté (Rue de)
- François Arago (Rue)
- François Pignier (Avenue)
- François Villon (Rue)
- Fraternité (Rue de la)
- Frênes (Rue des)
- Frères Lumière (Rue des)
- Frères Serpolet (Rue des)
- Frobert (Rue)
- Furet (Allée du)

- Haut – A
- B
- C
- D
- E
- F
- G
- H
- I
- J
- K
- L
- M
- N
- O
- P
- Q
- R
- S
- T
- U
- V
- W
- X
- Y
- Z

## G
- Gabriel Vicaire (Impasse)
- Gabriel Vicaire (Rue)
- Gabriel et Charles Voisin (Rue)
- Gambetta (Rue)
- Garde (Chemin de la)
- Gaspard Monge (Rue)
- Général Debeney (Rue du)
- Général Delestraint (Rue)
- Général Logerot (Rue du)
- Général Vadot (Rue)
- Genêts (Rue des)
- Georges Brassens (Rue)
- Georges Clemenceau (Place)
- Georges Courteline (Rue)
- Georges Cuvier (Rue)
- Georges Guynemer (Rue)
- Georges Loiseau (Place)
- Georges Loiseau (Rue)
- Germoniere
- Girod de l'Ain (Rue)
- Girolles (Allée des)
- Girolles (Rue des)
- Glaneuses (Allée des)
- Glycines (Rue des)
- Gounod (Rue)
- Goupil (Allée)
- Grand Challes (Rue du)
- Grand Champ
- Grange Poupon
- Grange du Bois
- Granges Bardes (Avenue des)
- Granges Bardes (Impasse des)
- Graves (Rue des)
- Grenette (Place de la)
- Grenouillère (Place de la)
- Grenouillère (Rue de la)
- Guichard (Rue)
- Guichenon (Rue)
- Gustave Doré (Place)
- Gustave Dore (Rue)

- Haut – A
- B
- C
- D
- E
- F
- G
- H
- I
- J
- K
- L
- M
- N
- O
- P
- Q
- R
- S
- T
- U
- V
- W
- X
- Y
- Z

## H
- Haroun Tazieff (Rue)
- Hauts de Challes (Impasse des)
- Hauts de Challes (Rue des)
- Hector Berlioz (Rue)
- Hélène Boucher (Rue)
- Henri Dunant (Rue)
- Henri Groboz (Quai)
- Henri Groboz (Rue)
- Henri Grosjean (Rue)
- Henri de Boissieu (Rue)
- Hermeline (Allée)
- Hippodrome (Boulevard de l')
- Hirondelles (Rue des)
- Honoré d'Urfé (Rue)
- Honoré de Balzac (Rue)
- Hopital (Bois de l')
- Hôtel de Ville (Place de l')

- Haut – A
- B
- C
- D
- E
- F
- G
- H
- I
- J
- K
- L
- M
- N
- O
- P
- Q
- R
- S
- T
- U
- V
- W
- X
- Y
- Z

## I
- Rue de l'Industrie
- Boulevard Irène Joliot Curie
- Allée des Iris
- Allée Isengrin

- Haut – A
- B
- C
- D
- E
- F
- G
- H
- I
- J
- K
- L
- M
- N
- O
- P
- Q
- R
- S
- T
- U
- V
- W
- X
- Y
- Z

## J
- Jacques Brel (Rue)
- Jacques Prévert (Rue)
- Jasseron (Avenue de)
- Jean Baptiste Clement (Rue)
- Jean Ferrat (Allée)
- Jean Gutenberg (Rue)
- Jean Jacques Rousseau (Place)
- Jean Jaurès (Avenue)
- Jean Jaurès (Impasse)
- Jean Macé (Allée)
- Jean Marie Goujon (Rue)
- Jean Mermoz (Rue)
- Jean Morgon (Rue)
- Jean Moulin (Rue)
- Jean Puthet (Rue)
- Jean Rostand (Rue)
- Jean-Louis Carra (Rue)
- Jean-Louis Massot (Rue)
- Jean-Marie Verne (Avenue)
- Jean-Michel Bertrand (Place)
- Jemmapes (Rue de)
- Joachim du Bellay (Rue)
- Joannes Son (Place)
- Joannes Son (Rue)
- John Kennedy (Boulevard)
- Joncs (Rue des)
- Jonquilles (Impasse des)
- Jonquilles (Rue des)
- Joseph Bernier (Rue)
- Joseph Brossard (Rue)
- Joseph Cugnot (Rue)
- Joseph Egleme (Rue)
- Joseph Jacquard (Rue)
- Joseph Mandrillon (Rue)
- Joubert (Place)
- Jules Baux (Rue)
- Jules Belley (Rue)
- Jules Ferry (Boulevard)
- Jules Guérin (Rue)
- Jules Migonney (Rue)
- Julien Tiersot (Rue)
- Julien et Marius Roche (Rue)
- Juliette Récamier (Rue)

- Haut – A
- B
- C
- D
- E
- F
- G
- H
- I
- J
- K
- L
- M
- N
- O
- P
- Q
- R
- S
- T
- U
- V
- W
- X
- Y
- Z

## L
- L'Aerodrome
- La Cote
- La Fontaine (Rue)
- La Garde
- La Germoniere
- La Glaciere
- La Madeleine
- Lalande (Rue)
- Lamartine (Rue)
- Langevin (Rue)
- Largillière (Rue)
- Lavandières (Rue des)
- Lazare Carnot (Impasse)
- Lazare-Carnot (Rue)
- Lazaristes (Chemin des)
- Lazaristes (Impasse des)
- Lazaristes (Rue des)
- Le Pataguin Est
- Le Pataguin Ouest
- Le Pavillon
- Lenormand (Rue)
- Léo Ferré (Allée)
- Léo Ferré (Rue)
- Leon Perrin (Rue)
- Léopold Le Hon (Rue)
- Léopold Sédar Senghor (Rue)
- Les Arbelles
- Les Carronnieres de Challe
- Les Crets
- Les Granges Bardes
- Les Granges Rollet
- Les Oyards
- Les Pierrieres
- Les Quarante Coupees
- Les Quatre Poteaux
- Les Sardieres
- Libération (Place de la)
- Liberté (Rue de la)
- Lices (Place des)
- Lilas (Rue des)
- Limousin (Rue du)
- Littre (Impasse)
- Littré (Rue)
- Loeze
- Loeze (Rue de)
- Louis Bleriot (Place)
- Louis Blériot (Rue)
- Louis Braille (Rue)
- Louis Jourdan (Avenue)
- Louis Leygue (Rue)
- Louis Mouthier (Impasse)
- Louis Mouthier (Rue)
- Louise Chevrier (Rue)
- Louise Michel (Passage)
- Lucien Brazier (Rue)
- Luxembourg (Allée du)
- Lycée (Impasse du)
- Lycée (Rue du)
- Lyon (Avenue de)

- Haut – A
- B
- C
- D
- E
- F
- G
- H
- I
- J
- K
- L
- M
- N
- O
- P
- Q
- R
- S
- T
- U
- V
- W
- X
- Y
- Z

## M
- Mâcon (Avenue de)
- Magenta (Rue)
- Maginot (Avenue)
- Mail (Avenue du)
- Majornas (Chemin de)
- Malherbe (Rue)
- Malivert (Rue de)
- Manege (Rue du)
- Maquis (Place du)
- Marboz (Avenue de)
- Marc Seguin (Rue)
- Marcelin Berthelot (Impasse)
- Marcelin Berthelot (Rue)
- Maréchal De Lattre De Tassigny (Rue)
- Maréchal Foch (Rue)
- Maréchal Joffre (Rue du)
- Maréchal Juin (Avenue du)
- Maréchal Leclerc (Boulevard du)
- Marguerite d'Autriche (Rue)
- Marguerite de Bourbon (Rue)
- Marguerites (Rue des)
- Maria Geral (Rue)
- Marion (Ruelle)
- Marius Berliet (Rue)
- Marquise de Sévigné (Rue)
- Marronniers (Rue des)
- Martinets (Allée des)
- Maryse Bastié (Place)
- Maryse Bastie (Rue)
- Massena (Rue)
- Massenet (Rue)
- Maupertuis (Rue de)
- Maurice Diethelm (Rue)
- Maurice Ravel (Allée)
- Maurice Utrillo (Rue)
- Menetriers (Rue des)
- Merles (Allée des)
- Mésanges (Allée des)
- Miche (Chemin de la)
- Michel Pesce (Rue)
- Mogador (Rue de)
- Moineaux (Allée des)
- Molière (Impasse)
- Molière (Rue)
- Montagnat (Route de)
- Montaigne (Rue)
- Monte Cassino (Rue, de)
- Montesquieu (Rue)
- Montholon (Rue de)
- Morilles (Allée des)
- Moulin de Brou (Allée du)
- Moulin de Brou (Rue du)
- Moulin des Loups (Allée du)
- Moulin des Loups (Chemin du)
- Mousserons (Rue des)
- Muette (Rue de la)
- Muguet (Rue du)
- Myosotis (Allée des)
- Myosotis (Rue des)

- Haut – A
- B
- C
- D
- E
- F
- G
- H
- I
- J
- K
- L
- M
- N
- O
- P
- Q
- R
- S
- T
- U
- V
- W
- X
- Y
- Z

## N
- Chemin des Narcisses
- Rue des Naturalistes
- Place Neuve
- Rue Ney
- Rue Nicolas Faret
- Rue Niepce
- Rue du Nivernais
- Rue Notre-Dame

- Haut – A
- B
- C
- D
- E
- F
- G
- H
- I
- J
- K
- L
- M
- N
- O
- P
- Q
- R
- S
- T
- U
- V
- W
- X
- Y
- Z

## O
- Rue Octave Morel
- Rue des Ormeaux
- Impasse des Oubliés

- Haut – A
- B
- C
- D
- E
- F
- G
- H
- I
- J
- K
- L
- M
- N
- O
- P
- Q
- R
- S
- T
- U
- V
- W
- X
- Y
- Z

## P
- Avenue Pablo Picasso
- Rue de la Paix
- Place du Palais
- Rue du Palais
- Chemin des Pâquerettes
- Allée du Parc Saint-Nicolas
- Allée du Parc de Loisirs
- Rue Pardaillan
- Avenue de Parme
- Place Parmentier

- Haut – A
- B
- C
- D
- E
- F
- G
- H
- I
- J
- K
- L
- M
- N
- O
- P
- Q
- R
- S
- T
- U
- V
- W
- X
- Y
- Z

## Q
- Chemin des Quarante Coupées

- Haut – A
- B
- C
- D
- E
- F
- G
- H
- I
- J
- K
- L
- M
- N
- O
- P
- Q
- R
- S
- T
- U
- V
- W
- X
- Y
- Z

## R
- Rabelais (Rue)
- Racine (Rue)
- Radior (Rue)
- Raymond Poincaré (Rue)
- Remparts (Rue des)
- Renardel (Allée)
- Rene Cassin (Rue)
- République (Rue de la)
- Revermont (Rue du)
- Reyer (Rue)
- Rhin Et Danube (Rue)
- Rippe Jolie
- Rippe Violette
- Rippe de Jugnon
- Rippes Brulees
- Rippes Brûlées (Rue des)
- Robert Schuman (Rue)
- Robiniers (Allée, des)
- Rochefoucauld (Place de la)
- Roland Garros (Rue)
- Romain Rolland (Rue)
- Ronsard (Rue)
- Roseaux (Allée des)
- Roses (Allée des)
- Rossignol (Rue du)
- Rouge Gorge (Allée du)

- Haut – A
- B
- C
- D
- E
- F
- G
- H
- I
- J
- K
- L
- M
- N
- O
- P
- Q
- R
- S
- T
- U
- V
- W
- X
- Y
- Z

## S
- Saint Georges
- Saint Pierre Chanel (Rue)
- Saint-Antoine (Rue)
- Saint-Georges (Chemin de)
- Saint-Isidore (Rue)
- Saint-Nicolas (Boulevard)
- Saint-Roch (Impasse)
- Saint-Roch (Rue)
- Saint-Vincent de Paul (Place)
- Samaritaine (Rue)
- San Severo (Avenue de)
- Santos Dumont (Rue)
- Sardières (Chemin des)
- Savoie (Rue, de)
- Seillon (Montée de)
- Seillon (Route de)
- Serpoyere
- Serpoyère (Chemin de la)
- Simone Signoret (Allée)
- Solférino (Rue, de)
- Sorbiers (Allée, des)
- Sources (Rue, des)
- Sports (Avenue des)
- Stand (Rue du)
- Sud de Loeze (Au)
- Suzanne Valadon (Rue)
- Sycomores (Rue des)

- Haut – A
- B
- C
- D
- E
- F
- G
- H
- I
- J
- K
- L
- M
- N
- O
- P
- Q
- R
- S
- T
- U
- V
- W
- X
- Y
- Z

## T
- Rue Teynière
- Rue Théodore Monod
- Rue Thomas Riboud
- Allée Tibert
- Rue Tiecelin
- Allée des Tiercelets
- Rue  des Tilleuls
- Tirand
- Chemin de Tirand
- Rue Tony Ferret
- Rue de Touraine
- Rue des Tourterelles
- Rue Traversière
- Allée des Troubadours
- Rue des Tulipes

- Haut – A
- B
- C
- D
- E
- F
- G
- H
- I
- J
- K
- L
- M
- N
- O
- P
- Q
- R
- S
- T
- U
- V
- W
- X
- Y
- Z

## V
- Rue Valmy
- Rue de Varenne
- Rue Vaugelas
- Rue des Vavres
- Cours de Verdun
- Rue Viala
- Avenue de la Victoire
- Rue Victor Basch
- Rue Victor Faguet
- Boulevard Victor Hugo
- Rue de la Vielle
- Rue Villeneuve
- Place de la Vinaigrerie
- Allée Vincent Benony
- Rue des Violettes
- Boulevard Voltaire

- Haut – A
- B
- C
- D
- E
- F
- G
- H
- I
- J
- K
- L
- M
- N
- O
- P
- Q
- R
- S
- T
- U
- V
- W
- X
- Y
- Z

## X
- Rue Xavier Privas

- Haut – A
- B
- C
- D
- E
- F
- G
- H
- I
- J
- K
- L
- M
- N
- O
- P
- Q
- R
- S
- T
- U
- V
- W
- X
- Y
- Z

## Y
- Rue d'Ypres
- Rue Yves Klein
- Rue Yves Montand